# Fausto Sarli
Fausto Sarli (Nápoles, 9 de mayo de 1927 - Roma, 9 de diciembre de 2010) fue un diseñador de modas italiano.

## Biografía
Presentó su primera colección en el Palacio Pitti de Florencia en 1954 a la edad de 27 años. En 1958, fundó su propia casa, en Nápoles. Abrió talleres en Roma, en Via Veneto, y en Milán.
Sarli exportó sus colecciones principalmente a los Estados Unidos, Canadá, Japón y los países del Golfo Pérsico. Creó vestidos para Ornella Vanoni, Carla Fracci, Valentina Cortese, Carla Bruni, Valeria Mazza, Mina, Liz Taylor y Monica Bellucci.
Giorgio Napolitano, presidente de la República italiana, recordó a Sarli «como un diseñador con un estilo universalmente apreciado por su originalidad, la alta calidad de sus creaciones, particular distinción personal y maestro de sobriedad».